# 독성서원
독성서원은 충청남도 아산시 염치읍에 있는 서원이다. 2006년 3월 7일 아산시의 향토문화유산 제14호로 지정되었다.

## 개요
독성서원(獨醒書院)은 본래 경향 유림들의 발의로 철종 9(1858)년  독성서사(獨醒書社)로 세워 해마다 제향을 받들어 오다가 만 10년되던 해 고종 5(1868)년9월 대원군의 훼철령(毁撤令)으로 헐려진 것을 2004년 4월 30일 복설(復設)한 서원으로서 배향위는 효정공(孝貞公) 죽실(竹室) 임홍망(任弘望)(1635~1715), 충정공(忠定公) 강개옹(慷槪翁) 임창(任敞) (1652~1723), 충헌공(忠憲公) 서재(西齋) 임징하(任徵夏) (1687~1730), 문경공(文敬公) 전재(全齋) 임헌회(任憲晦)(1811~1876) 4위 선생이다.